# Andrena panurgimorpha
Andrena panurgimorpha är en biart som beskrevs av Mavromoustakis 1957. Andrena panurgimorpha ingår i släktet sandbin, och familjen grävbin. Inga underarter finns listade i Catalogue of Life.